# Mîleatîn, Ivanîci
Mîleatîn (în ucraineană Милятин) este localitatea de reședință a comunei Mîleatîn din raionul Ivanîci, regiunea Volînia, Ucraina.

## Demografie
Componența lingvistică a localității Mîleatîn
     Ucraineană (99,24%)
     Alte limbi (0,75%)
Conform recensământului din 2001, majoritatea populației localității Mîleatîn era vorbitoare de ucraineană (99,24%), existând în minoritate și vorbitori de alte limbi.